# Museo Ferroviario de Braganza
El Espacio Museológico de Bragança se encuentra en el centro de la ciudad de Braganza, en el área de la antigua estación ferroviaria. Ocupa la antigua cochera de vagones de la que fue estación término de la Línea del Túa.

## Colección
- Locomotora Y 55 (1889)
- Locomotora N 1 (1887)
- Vagón A 13 (1887)
- Furgón DfvG 258
- Locomotora Y 114 (1908)
- Vagón Cv 124 (1887)
- Vagón 2929004 (1905)
- Vagón 5398034
- Vagón cerrado 1115046
- Furgón 9229002
- Plataforma con palanca
- Plataforma motorizada
- Vagoneta (Zorra)